# Bekasina japonská
Bekasina japonská (Gallinago hardwickii) je středně velký slukovitý tažný pták, který hnízdí převážně v Japonsku a východním Rusku a na zimu táhne do Austrálie.

## Systematika a rozšíření
Druh popsal anglický přírodovědec John Edward Gray v roce 1831. Bekasina japonská se řadí do početného rodu bekasin Gallinago. Jedná se o monotypický taxon, tzn. netvoří žádné poddruhy. Druhové jméno solitaria odkazuje k britskému přírodovědci Thomasu Hardwickeovi, který několik desetiletí působil v Indii.

Vybraná dobová vyobrazení
Ilustrace z let 1820–1860
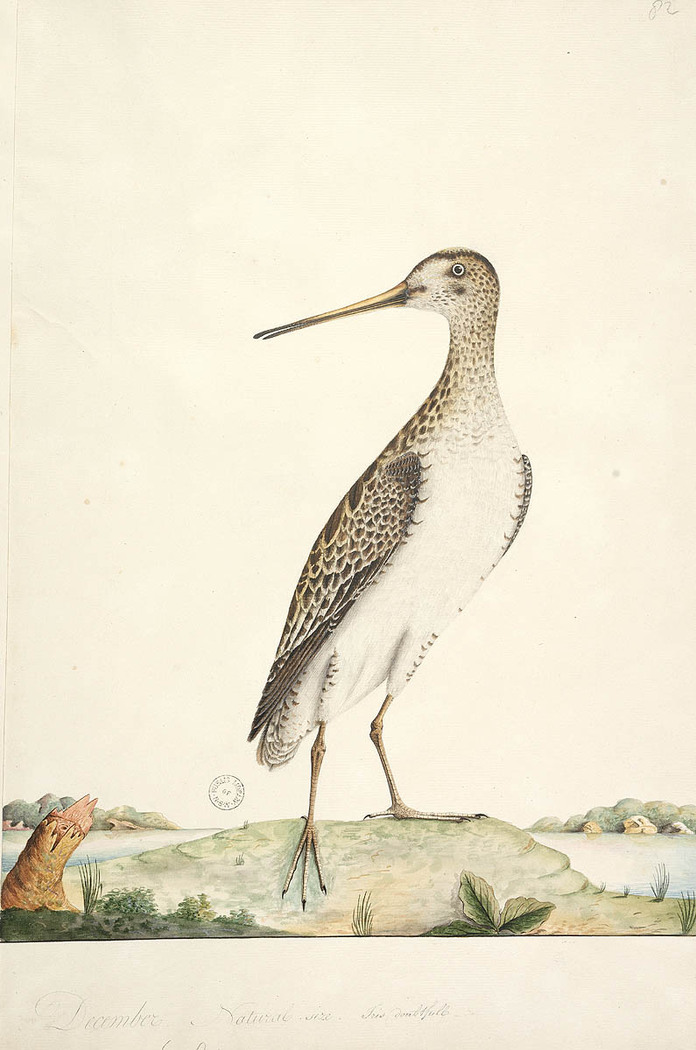
Ilustrace z let 1791–1792
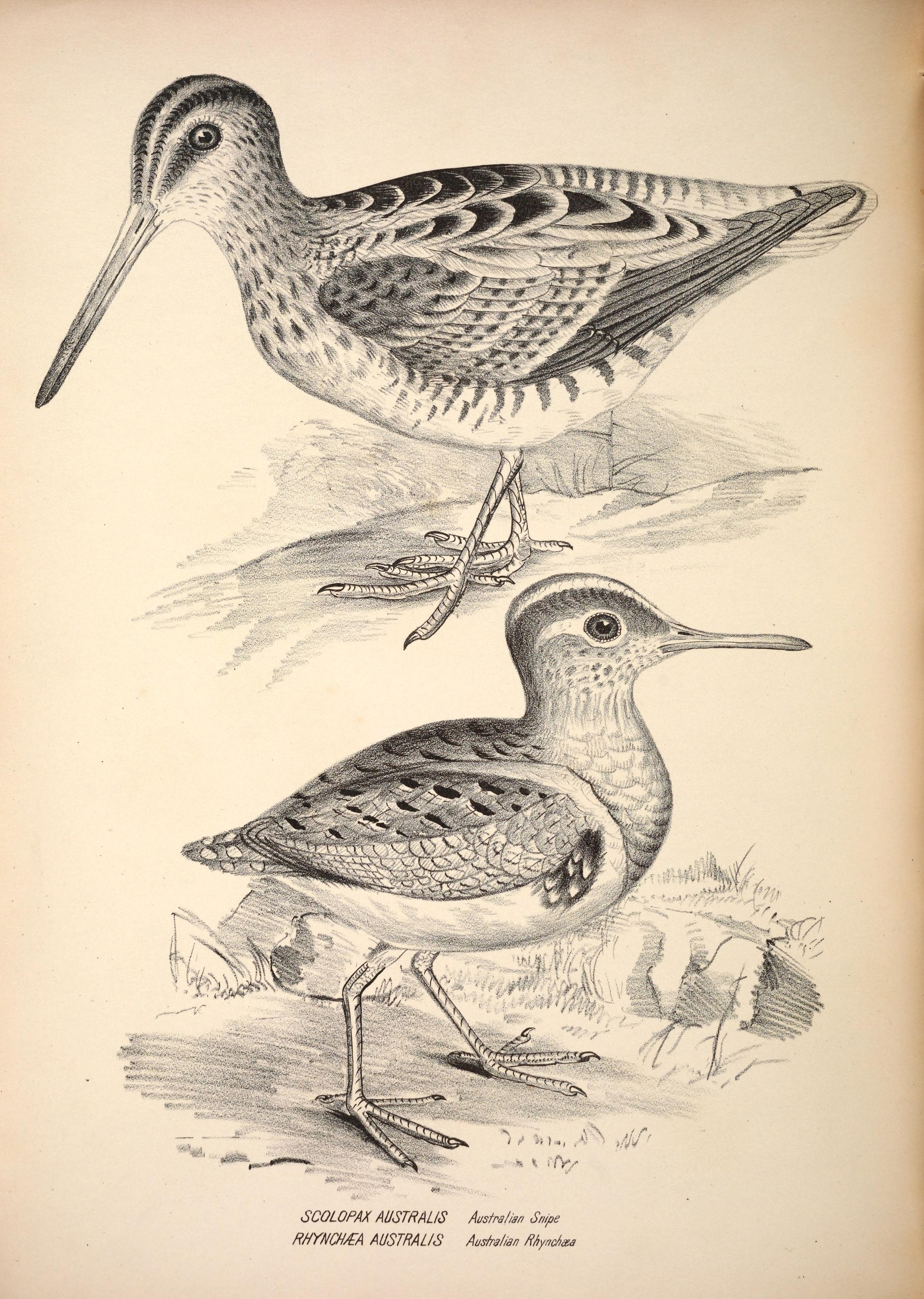
John Gould, 1877

## Rozšíření a populace

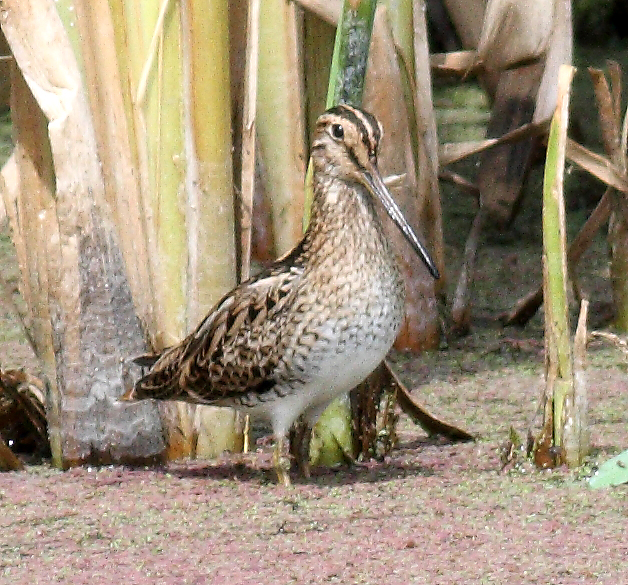
Bekasina japonská (Austrálie)

Hnízdí převážně v kopcovitých oblastech ostrova Hokkaidó v Japonsku a částečně i Honšú, dále na ostrově Sachalin a poblíž Kurilských ostrovů na ruském Dálném východě. Kolem 50–90 % populace migruje na zimu do jihozápadní části Austrálie (Nový Jižní Wales). Většina populace protahuje východní Austrálií a Novou Guinejí. Zatoulaní jedinci byli zahlédnutí v mnoha asijských zemích včetně Indonésie, Nového Zélandu a Jižní Koreje. Populace druhu se v roce 2022 odhadovala na asi 35 000 jedinců.

## Popis
Bekasina japonská je poměrně statný pták s opeřením hrajícím hnědými, šedými a tmavými barvami. Délka těla se pohybuje kolem 28–30 cm, křídlo je dlouhé 157–168 mm, zobák 66–77 mm, běhák 34–39 mm, ocas 58–68 mm. Křídla jsou dlouhá a zašpičatělá. Zobák je u kořene zelenavě hnědý a směrem ke špičce černá. Duhovky jsou tmavě hnědé. Poměrně dlouhé nohy mají zelenavých nádech. Na hlavě je přítomno výrazně tmavé podélné pruhování, které kontrastuje s takřka bílými tvářemi. Tyto pruhy vedou od kořene zobáku přes korunku, další pruhy se táhnou přes oči směrem k šíji. Spodní strana křídel je převážně tmavá, svrchní strana křídel je spíše hnědá s tmavým a světlým flekováním. Hruď je světle žlutohnědá, břicho a spodní krovky ocasní jsou bílé.

## Biologie

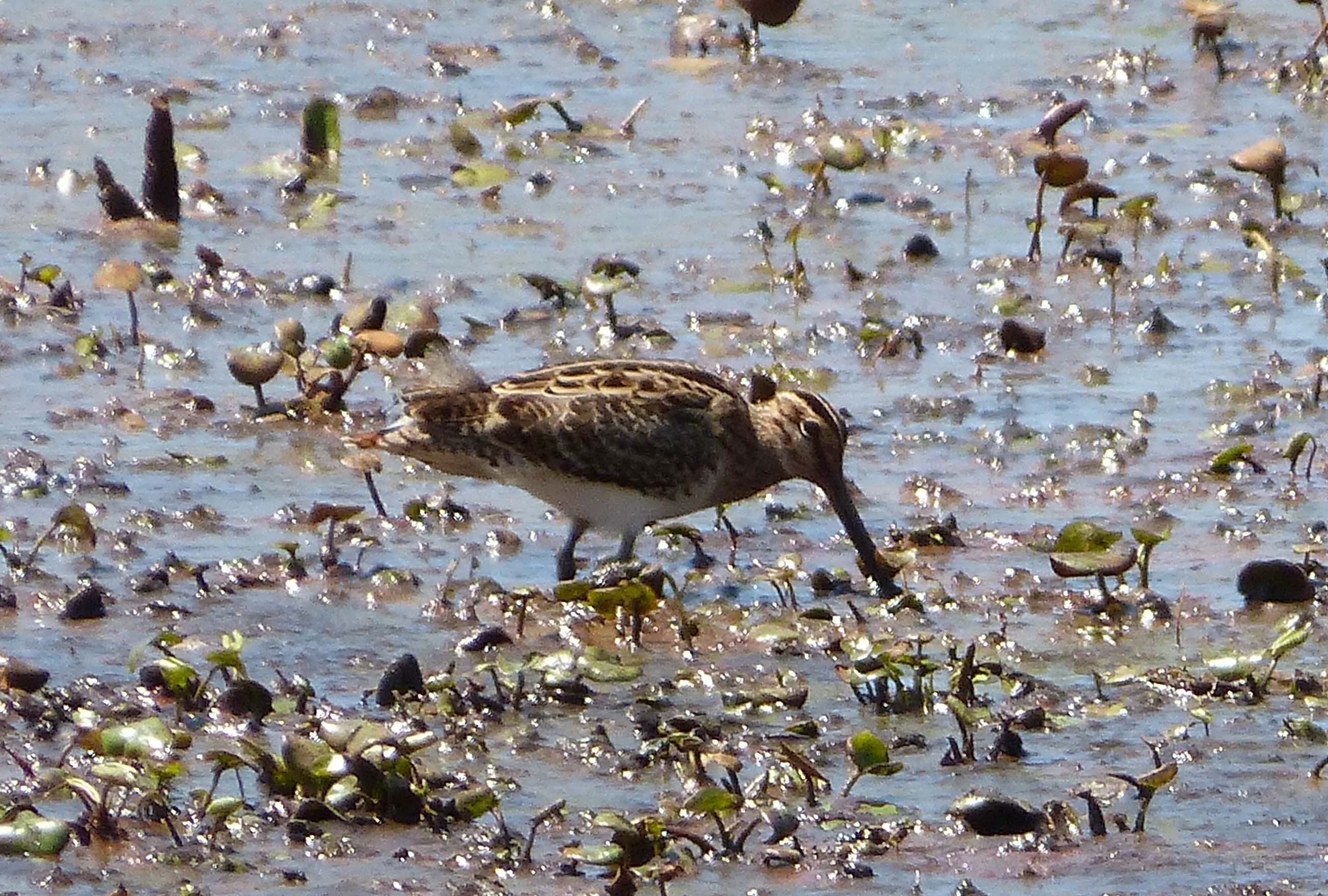
Bekasina japonská při hledání potravy

Hnízdní habitat druhu tvoří vlhké louky, travnaté plochy s křovinami a otevřené části lesních okrajů do nadmořské výšky 1400 m n. m. Během migrace se zastavuje na suchých zatravněných plochách. Na zimovištích se vyskytuje v oblasti sladkovodních ploch, vzácněji i u slaných či brakických vod jako jsou potoky s mangrovy. Klíčové je pro bekasiny dostatek měkkého bahna, mělké vody a alespoň nějaká vegetace. Na zimovištích v Austrálii tvoří kolem 55–60 % potravy živočišná strava (především hmyz, žížaly a pavouci), zbytek je rostlinného původu (semena a další).

### Hnízdění
V době hnízdění předvádí teritoriální lety, ke kterým dochází samostatně nebo v malých skupinkách. Během těchto letů se bekasiny nejdříve vznesou do vzduchu několik desítek metrů nad zem, začnou kroužit na hnízdištěm a poté náhlé prudce klesají, během čehož vydávají hlasité zvuky. Během 20–30 minut takto bekasiny vykonají kolem 10 prudkých poklesů. Hnízdí někdy od dubna do června. Hnízdo si staví v husté vegetaci. Snůšku tvoří typicky 4 vejce, inkubuje patrně pouze samice.

## Ohrožení
Mezinárodní svaz ochrany přírody hodnotí druh jako téměř ohrožený. Někdy v letech 2019 nebo 2020 došlo k cca 42% poklesu populace, které je přičítáno na vrub extrémnímu suchu na australských zimovištích, které bylo doprovázeno masivní požáry. Podobné události budou druh patrně ohrožovat i v budoucnu s tím, jak se budou stupňovat doprovodné jevy globálního oteplování. V Rusku druh lokálně ohrožuje i lov.